# Caudete (kommun)
Caudete är en kommun i Spanien.   Den ligger i provinsen Provincia de Albacete och regionen Kastilien-La Mancha, i den sydöstra delen av landet, 300 km sydost om huvudstaden Madrid. Antalet invånare är 10 551. Arean är 142 kvadratkilometer. Caudete gränsar till Almansa.
Terrängen i Caudete är kuperad söderut, men norrut är den platt.